# Daniel Mesenhöler
Daniel Mesenhöler (Engelskirchen, 24 juli 1995) is een Duits voetballer die als doelman voor Heracles Almelo speelt.

## Carrière
Daniel Mesenhöler speelde in de jeugd van TuS Othetal en 1. FC Köln, waar hij ook in het tweede elftal speelde. Daarnaast zat hij enkele wedstrijden als reservekeeper op de bank bij het eerste elftal in de Bundesliga, maar debuteerde nooit. In 2016 vertrok hij transfervrij naar 1. FC Union Berlin, waar hij reservekeeper was achter Jakob Busk. Toen deze in februari 2017 geblesseerd raakte, nam Mesenhöler zijn plaats onder de lat over. In de tweede helft van het seizoen 2017/18 kreeg hij ook de voorkeur boven Busk. In 2018 vertrok hij transfervrij naar MSV Duisburg, waarmee hij uit de 2. Bundesliga degradeerde. Hij maakte de overstap naar FC Viktoria Köln 1904, waar hij een vaste waarde in de 3. Liga werd. In 2020 vertrok hij na een proefperiode transfervrij naar Heracles Almelo, waar hij een contract voor een jaar tekende.

### Statistieken
| Seizoen                        | Club                  | Land           | Competitie        | Competitie | Competitie | Beker | Beker | Totaal | Totaal |
| Seizoen                        | Club                  | Land           | Competitie        | Wed.       | Dlp.       | Wed.  | Dlp.  | Wed.   | Dlp.   |
| ------------------------------ | --------------------- | -------------- | ----------------- | ---------- | ---------- | ----- | ----- | ------ | ------ |
| 2012/13                        | 1. FC Köln II         | Duitsland      | Regionalliga West | 0          | 0          | –     | –     | 0      | 0      |
| 2013/14                        | 1. FC Köln II         | Duitsland      | Regionalliga West | 3          | 0          | –     | –     | 3      | 0      |
| 2014/15                        | 1. FC Köln II         | Duitsland      | Regionalliga West | 25         | 0          | –     | –     | 25     | 0      |
| 2014/15                        | 1. FC Köln            | Duitsland      | Bundesliga        | 0          | 0          | 0     | 0     | 0      | 0      |
| 2015/16                        | 1. FC Köln II         | Duitsland      | Regionalliga West | 25         | 0          | –     | –     | 25     | 0      |
| 2015/16                        | 1. FC Köln            | Duitsland      | Bundesliga        | 0          | 0          | 0     | 0     | 0      | 0      |
| 2016/17                        | 1. FC Union Berlin    | Duitsland      | 2. Bundesliga     | 12         | 0          | 1     | 0     | 13     | 0      |
| 2017/18                        | 1. FC Union Berlin    | Duitsland      | 2. Bundesliga     | 14         | 0          | 2     | 0     | 16     | 0      |
| 2018/19                        | MSV Duisburg          | Duitsland      | 2. Bundesliga     | 15         | 0          | 1     | 0     | 16     | 0      |
| 2019/20                        | FC Viktoria Köln 1904 | Duitsland      | 3. Liga           | 18         | 0          | –     | –     | 18     | 0      |
| 2020/21                        | Heracles Almelo       | Nederland      | Eredivisie        | 0          | 0          | 0     | 0     | 0      | 0      |
| Carrièretotaal                 | Carrièretotaal        | Carrièretotaal | Carrièretotaal    | 112        | 0          | 4     | 0     | 116    | 0      |
| Bijgewerkt op 16 november 2020 |                       |                |                   |            |            |       |       |        |        |